# Un due tre
Un due tre è uno dei primi programmi televisivi di varietà trasmessi dalla Rai - Radiotelevisione italiana. Andò in onda quando l'emittente televisiva di stato italiana muoveva i primi passi, su un unico canale televisivo, il Programma Nazionale, fra il 19 gennaio 1954 e il 2 agosto 1959.

## Sei fortunate stagioni
La trasmissione - basata su sketch e parodie di inchieste documentarie all'epoca assai in voga (come quella sulla condizione femminile in rapporto al lavoro o sul viaggio nella valle del Po alla ricerca di cibi genuini, condotta da Mario Soldati) - contribuì a far conoscere al grande pubblico la comicità di Raimondo Vianello e Ugo Tognazzi. Quest'ultimo anticipò il suo debutto con uno speciale - Album personale di Ugo Tognazzi - trasmesso il 17 gennaio, con la regia di Carlo Alberto Chiesa e la direzione musicale di Mario Consiglio.
Nei medesimi giorni di avvio delle programmazioni regolari della RAI vedevano la luce altre trasmissioni di intrattenimento, come Settenote (regia Alda Grimaldi, conduttore Virgilio Riento e Guglielmo Inglese), I love you, je t'aime, io t'amo (regia Daniele D'Anza, conduttrice Vivi Gioi), Antonologia del buonumore (testi di, fra gli altri, Marcello Marchesi e Vittorio Metz, regia di Alberto Gagliardello e Mario Landi, conduzione di Carlo Campanini, alla testa della compagnia di rivista della televisione), Ciribiribin (regia di Lydia C. Ripandelli), Rosso e nero (regia di Daniele D'Anza, con Corrado e Flora Lillo) e Il fantasma del Castello (testi di Umberto Simonetta e Guglielmo Zucconi), programma in tre puntate affidato alla compagnia di rivista della televisione.

## La chiusura improvvisa
Il 23 giugno 1959 avvenne un piccolo incidente al Teatro alla Scala: il Capo dello Stato italiano Giovanni Gronchi, a causa della disattenzione di un collaboratore che non gli aveva avvicinato la sedia, cadde a terra nel sedersi a fianco del presidente della Repubblica Francese De Gaulle, allora in visita ufficiale in Italia. La scena era stata teletrasmessa in diretta, ma l'accaduto era stato rigorosamente taciuto dai principali organi di informazione. 
Il duo ripeté la scena in televisione: Vianello tolse la sedia da dietro a Tognazzi che stava per sedersi e gli disse: "Ma chi ti credi di essere?", al che quest’ultimo, seduto sul pavimento, allargò le braccia rispondendo: "Tutti possono cadere!". La scena venne accolta dal pubblico in studio con una fragorosa risata, ma i vertici della RAI furono di opinione diversa: al rientro nei loro camerini i due attori trovarono infatti le buste che contenevano le lettere di licenziamento. La sera stessa Ettore Bernabei aveva decretato la cancellazione della trasmissione dalla programmazione televisiva, ed anche il direttore del centro di produzione televisiva di Milano venne cacciato.

## Sketch (selezione)
- Il troncio della Val Clavicola (Tognazzi e Vianello)
- Intervista al pescatore (Tognazzi e Vianello), 1956, parodia del ciclo di inchieste sul territorio Viaggio lungo la valle del Po alla ricerca dei cibi genuini realizzate da Mario Soldati
- La magliaia (Vianello), 1958, parodia della trasmissione La donna che lavora
- Il barbiere donna (Tognazzi), parodia della trasmissione La donna che lavora
- La mondina (Vianello), parodia della trasmissione La donna che lavora
- L'operaia (Tognazzi), parodia della trasmissione La donna che lavora